# Associação Caramuru Vôlei
A Associação Caramuru Vôlei é uma entidade de voleibol que desenvolve um trabalho nas categorias de base tanto na variante masculina quanto na feminina, categorias Sub-13 até a Sub-19
e atualmente mantenedora do time profissional masculino, que desde a temporada 2016-17 disputa a Superliga Brasileira A, e conquistou o tricampeonato estadual na edição de 2018

## História
O início do departamento de voleibol ocorre em meados de 2004, na cidade de Castro, concretizando um projeto e treinamento desportivo com as categorias infantojuvenil e adulto, dando prosseguimento com melhor estrutura ao longo dos anos , alcançando resultados satisfatórios e promoções nas competições oficiais do Paraná, e outros eventos chancelados pela Federação Paranaense de Voleibol, tendo passagem centenas de crianças beneficiadas pelo projeto, na época chamado "Vôlei Castro"), com objetivo de utilizar-se do esporte como meio de inclusão social, perspectiva de melhores condições de vida e diminuindo a exposição aos riscos sociais.
Em 2017 ocorre uma reestruturação e o Caramuru Vôlei migra de sede para Ponta Grossa, após um trabalho árduo conseguem uma projeção nacional ao conquistar o título da Superliga Brasileira B em 2016, obtendo o acesso a elite nacional na edição da Superliga Brasileira A 2016-17. Além das categorias de base que inciam no Sub-13 até o Sub-19, possui também em ambos oa naipes times na categoria Master.
Tem como princípios:
- Valores  – Comprometimento, Respeito, Ética, Excelência, Contribuição, Responsabilidade, Honestidade
- Missão – Aproximar o esporte a realidade das pessoas, através de relações fortes e duradouras, entendendo o propósito do clube, que sempre foi, é e sempre será muito mais que vôlei.
- Visão – A passos curtos e firmes conquistar expressividade em nível nacional, tornando-se referência na modalidade no país

## Títulos e resultados
- Superliga Brasileira de Vôlei Masculino - Série B: 2016
- Campeonatos Paranaense Masculino: 3 (2016, 2017 e 2018)